# Клименко, Лидия Дмитриевна
Лидия Дмитриевна Клименко (19 марта 1936, село Рождественка, Мирзояновский район, Актюбинская область, Казахская ССР — 15 июня 2020, Акмолинская область, Казахская ССР) — доярка колхоза имени Чапаева Новороссийского района Актюбинской области, Казахская ССР. Герой Социалистического Труда (1966). Депутат Верховного Совета Казахской ССР VII созыва.

## Биография
Родилась в 1936 году в крестьянской семье в селе Рождественка Мирзояновского района (в 1990-е годы упразднено). Окончила семилетнюю школу, после которой с июня 1957 года трудилась рядовой колхозницей в колхозе имени Чапаева Мирзояновского района (с 1962 года — Новороссийский район) с усадьбой в родном селе. С конца 1957 года — доярка молочно-товарной фермы в этом же колхозе.
Показала высокие трудовые результаты по надою молока по итогам Семилетки (1959—1965). Указом Президиума Верховного Совета СССР от 22 марта 1966 года удостоена звания Героя Социалистического Труда за «достигнутые успехи в развитии животноводства, увеличении производства и заготовок мяса, молока, яиц, шерсти и другой продукции» с вручением ордена Ленина и золотой медали «Серп и Молот» (№ 12134).
Избиралась депутатом Верховного Совета Казахской ССР 7-го созыва (1967—1971), Актюбинского областного (1965—1967) и районного Советов депутатов трудящихся.
Трудилась в колхозе до выхода на пенсию. Проживала в родном селе, после упразднения которого в 1990-е годы переехала в соседнее село Ленинское Ленинского района (с 1997 года — село Кос-Истек), с 2010 года проживала в Актобе.
Умерла 15 июня 2020 года.